# INCLINATION III
『INCLINATION III』（インクリネーション・スリー）は、浜田麻里の7枚目のベスト・アルバム。2013年8月7日、徳間ジャパン/meldacから発売された。

## 解説
歌手活動30周年を記念したベスト・アルバム。2003年にリリース『INCLINATION II』の続編という位置付けであり、2枚組のCDとDVDはDisc.5、Disc.6と名付られている。
『Disc 5』は、2003年から2012年まで発表楽曲に加え、新録音2曲と再録音1曲が収録。
『Disc.6』は、『LIVE INCLINATION 2002〜2012』のサブタイトルを冠したDVD作品。2002年から2012年までのライブ映像を収録（一部未発表映像）。
尚、初回限定盤は特典CD（新録音1曲）同梱、通常盤とジャケット写真が一部異なる仕様。
本作は、全収録曲の原盤権を徳間ジャパンが保有しているので、iTunes Store等の音楽配信サイトに於いても配信されている。

## 収録曲

### Disc.5
全作詞：浜田麻里
1. Historia
作曲：岸井将
new recording
2. Ilinx（イリンクス）
作曲：浜田麻里
re-recording
3. Mirage
作曲：大槻啓之
new recording
4. Stay Gold
作曲：岸井将
5. Fly High
作曲：大槻啓之
6. Blue Water
作曲：飯島拓也
7. Sing Away
作曲：大槻啓之
8. Heartbeat Away From You
作曲：浜田麻里
9. Somebody’s Calling
作曲：増田隆宣
10. Crimson
作曲：若井望・浜田麻里
11. There's A Will, There's A Way
作曲：藤井陽一・浜田麻里
12. Ash And Blue
作曲：大槻啓之
13. Thousand
作曲：浜田麻里
アルバム"Legenda"の初回盤に限定ディスクとして収録されていた楽曲。
14. Wish
作曲：浜田麻里・大槻啓之

### DVD / Disc.6 "LIVE INCLINATION 2002〜2012"
全作詞：浜田麻里（#9を除く）
1. Momentalia 【Live Tour 2012 "Legenda"】
作曲：岸井将
2. Étranger 【Live Tour 2012 "Legenda" extra】
作曲：岸井将
3. Ash And Blue 【Live In Tokyo "Aestetica" 】
作曲：大槻啓之
4. Stay Gold 【 Live In Tokyo "Aestetica" 】
作曲：岸井将
5. Fantasia 【25th Anniversary Tour "On The Wing" in Tokyo】
作曲：岸井将
6. Summer Days 【Live Tour 2012 "Legenda" extra】
作曲：藤井陽一・浜田麻里
7. Tomorrow 【Live Tour 2012 "Legenda" extra】
作曲：大槻啓之
8. Emergency 【Live 2002 "marigold"】
作曲：大槻啓之
9. Don’t Change Your Mind 【20th Anniversary Special Concert】
作詞・作曲：樋口宗孝プロジェクトチーム
10. Crescendo 【Live Tour 2012 "Legenda" extra】
作曲：藤井陽一・浜田麻里
11. Somebody‘s Calling 【Live In Tokyo "Aestetica"】
作曲：増田隆宣
12. Ending SE~Evergrace
作曲：浜田麻里

### 初回生産限定盤 Special Disc
1. Fugitive
作曲：浜田麻里
new recording

## レコーディング参加
※『Disc 5』のみ
国内
- Guitars
  - 高崎晃(LOUDNESS、LAZY)
  - 増崎孝司(DIMENSION)
  - 大槻啓之
- Bass
  - 寺沢功一
  - 満園庄太郎
- Keyboards
  - 増田隆宣
- Drums
  - 本間大嗣
  - 宮脇“JOE”知史(44MAGNUM)
- Computer Programming
  - 大槻啓之

海外
- Guitars
  - Michael Landau
- Bass
  - Leland Sklar
- Drums
  - Gregg Bissonette